# 竣德路街道
竣德路街道是中国黑龙江省鹤岗市兴安区下辖的一个街道。